# 庄弘方
庄 弘方（しょう ひろかた、生没年不詳）は、平安時代末期から鎌倉時代の武蔵国児玉党（現在の埼玉県本庄市栗崎出身）の武士。児玉党の本宗家4代目である庄太夫家弘の五男（末子）。通称を五郎。

## 武歴
庄五郎弘方は、三郎忠家や四郎高家など他の兄弟と共に源氏方に属し、各戦に参戦した児玉党の武士である。『源平盛衰記』によれば、宇治川の戦い（1184年）において、「宇治川の先陣争い」で、先陣（佐々木高綱や梶原景季）に続いて川を渡った事が記されており、武勇人として知られている。そのまま源範頼軍に従い、一ノ谷の戦いにも参戦した。『吾妻鏡』によれば、承久3年（1221年）に起きた承久の乱において、北条泰時（鎌倉幕府）軍に従い、山城国の宇治橋合戦で、庄四郎と共に敵を一人ずつ生け捕る功績を上げるが、この戦で兄の一人である三郎忠家が戦死している。

## 阿佐美氏について
庄五郎弘方は栗崎を南下して、現在の児玉町入浅見地区に移住し（下浅見新堀に移住したとも）、阿佐美氏の祖になったとされる（阿佐美庄五郎弘方として系図に記されている）。子息に阿佐美実高がいる。阿佐美氏は上州、越州、加州の方にも領地を獲得する事となる（詳細は庄太郎家長の方を参照）。
児玉町下浅見には、「浅見館」と呼ばれる館跡があるが、一方でこの館は「関根屋敷」とも呼ばれ、新田義貞の家老であった関根氏が、義貞の娘と結ばれてこの地に居住した為、関根屋敷と呼ばれていると伝えられている。